# Regio IV Templum Pacis
La Regio IV Templum Pacis era la quarta delle 14 regioni di Roma augustea classificata poi nei Cataloghi regionari della metà del IV secolo. Prese il nome dal Tempio della Pace edificato da Vespasiano nell'area oggi corrispondente a Via dei Fori Imperiali.
Confinava a nord con la Regio VI Alta Semita, a sud-sudovest con la Regio VIII Forum Romanum, a est con la Regio V Esquiliae (il confine era qui costituito da un tratto delleMura Serviane) e a sud-sudest con la Regio III Isis et Serapis.
I confini della Regio andavano dalla Meta Sudans presso il Colosseo verso nord, ove il confine corrispondeva al Clivus Suburanus (che saliva verso nordest), quindi si dirigeva a nordovest lungo le Mura Serviane, per svoltare verso sud in corrispondenza della Porta Viminalis, seguendo poi il Vicus Longus, l'Argileto e la Via Sacra.

## Topografia
La regione comprendeva il colle delle Velia e la valle tra l'Esquilino e il Viminale, corrispondente al popolare quartiere della Suburra (Subura). Dell'Esquilino comprendeva le propaggini del Fagutale (Fagutal) con la zona delle Carine (Carinae) e parte del Cispio. Inoltre, erano inclusi in questa regione i Fori Imperiali e tutti gli edifici presenti nel Foro antico sul lato settentrionale della Via Sacra.
I resti archeologici visitabili sono molteplici, in particolare l'area dei Mercati di Traiano.
Alla metà del IV secolo l'ampiezza della Regio era indicata nei Cataloghi regionari in 13.000 piedi romani, pari a 3.848 metri.

## Caratteristiche
La Regio era divisa in 8 vici (rioni), 8 aediculae (edicole), 2.757 insulae (caseggiati), 88 domus (case patrizie), 18 horrea (magazzini), 75 balnea (bagni), 78 laci (fontane) e 15 pistrina (panetterie). L'area era sorvegliata da 2 curatores e da 48 vicomagistri.

## Principali monumenti pubblici
I principali monumenti della regione erano:
- basilica di Massenzio
- basilica Emilia
- colosso di Nerone
- horrea piperiana
- Meta Sudans
- portico di Gaio e Lucio Cesare
- Porticus absidata
- sacello di Venere Cloacina
- statua colossale di Costantino I
- tempio della Pace (qui era affissa la Forma Urbis Severiana)
- tempio del Divo Romolo
- tempio di Antonino e Faustina
- tempio di Giano
- tempio di Giove Statore
- tempio di Tellure
- tempio di Venere e Roma